# Косовски крсташки рат
Косовски крсташки рат један је од крсташких ратова против Османлија. Повео га је 1448. године Јанко Хуњади, а завршио се великим поразом хришћана у Другој бици на Косову.

## Позадина
После пропасти Варнинског крсташког рата у бици код Варне, Јанко Хуњади се спасао са малим бројем војника. Он и даље није напуштао идеју да протера Османлије из Европе. Подржавали су га још неки хришћански владари као што је нпр. Константин Драгаш који је организовао устанке на Пелопонезу.
Јанко је одржавао добре односе са српским деспотом Ђурађом Бранковићем, а у зиму 1446. године удао је своју синовицу Јелену, кћер деспота Томе за најмлађег деспотовог сина Лазара. Нарочито су оживеле наде у обнову хришћанског савеза откад је Јанко Хуњади, од јуна 1446. године постао гувернер угарске краљевине.
Али и поред све опасности која је очигледно претила од Турака, стари савез није могао да се обнови. Сам папа Никола V желео је да Угарска, пре нових авантура, среди своје односе са немачким царем Фридрихом ӏII. Млеци су имали неприлика не само у Зети и Албанији већ и у Северној Италији. Није се одазивао ни Алфонс V. Под таквим условима није желео да се излаже ни деспот Ђурађ. Једини који је био спреман да се придружи Јанку био је Скендер-бег.

## Почетак рата
Почетком септембра 1448. године Јанко Хуњади прелази са својом војском од 70.000 хришћана у Србију. Преко свог министра финансија, Паскоја Соркочевића, деспот Ђурађ му објашњава своје уздржавање. Још од похода на Варну односи између деспота и Мађара били су осетно охлађени. Деспот је овога пута отишао чак толико далеко, да је преко Соркочевића обавестио султана о угарској војсци и о њеној снази. Султан Мурат одмах напушта опсаду Кроје и полази у сусрет Мађарима.
Љут што није придобио деспота за савез, Хуњади је пустио војску да се понаша у Србији као у непријатељској земљи. Огромна војска, са око 2000 кола имала је великих потреба и њен пролазак, и да су односи срдачнији, не би био изведен без сукоба и терета за становништво.

## Други косовска битка
Угарска војска је прошла кроз Крушевац, а одатле кроз Јанкову клисуру (која од тада носи такво име) и Топлицу на Косову. Кад је Хуњади 17. октобра избио на Косово затекао је већ спремну турску војску под заповедништвом самог султана Мурата. Друга косовска битка трајала је три дана, од 17. до 20. октобра 1448. Турци су једним делом заобишли хришћане и ударили им с леђа. У најодлучнији час битке прешао је влашки војвода Дан са својих 8000 војника из угарске у турску војску. Та издаја се касније пренела на Прву косовску битку између Турака и Срба. У страховитој борби Угари су потпуно потучени. Изгубили су 17 000 јунака. Међу погинулима се налазио и Јанков сестрић Јанош Секељ (Бановић Секула), хрватско-далматински бан Фрањо Таловац и многи други. Помен о тој погибији сачувале су многе народне песме, нарочито далматинске бугарштице, а у народу се до дан данас одржала узречица: „Страдао као Јанко на Косову“.

## Последице
Разбијена угарска војска прште на све стране. Неки доспеше у Зету, а неки чак до Дубровника. Главни део бежао је преко Србије. Јанка Хуњадија је ухватио Ђурађ Бранковић и одвео у затвор у Смедереву. Има поузданих података да је то већ остарели деспот урадио под туђом сугестијом. Помињу се Соркочевић и његов земљак Дамјан Ђорђић. Сам Хуњади тужио се Републици „да су та двојица подјармивали зле намере између њега и деспота из чега су произашле најгоре последице и у самој бици Косовској и у Хуњадијеву заробљавању.